# Leptotarsus (Tanypremna) cerritus
Leptotarsus (Tanypremna) cerritus is een tweevleugelige uit de familie langpootmuggen (Tipulidae). De soort komt voor in het Neotropisch gebied.